# 統冠超市
統冠超市，是臺灣花蓮及台東地區的連鎖超市，目前有26間分店。

## 簡介
統冠超市股份有限公司成立於民國八十二年迄今，已拓展成花蓮縣市境內最大的連鎖超市體系，至目前為止，從花蓮境內最北端的和平店至富里店，共有23間連鎖店，外加台東縣內的池上店、台東店、長濱店，總計直營連鎖店數已達26間，是目前東部地區最大超市連鎖公司。
公司有鑑於連鎖業務的拓展，於民國八十八年設立統冠聯合超市管理中心，統籌管理所有分店的業務。

## 分店
| 縣市   | 分店   | 地址                        |
| ------ | ------ | --------------------------- |
| 花蓮縣 | 和平店 | 秀林鄉和平村和平34之3號1樓  |
| 花蓮縣 | 新城店 | 新城鄉新興路8號             |
| 花蓮縣 | 北埔店 | 新城鄉北埔路281 號          |
| 花蓮縣 | 府前店 | 花蓮市府前路606號           |
| 花蓮縣 | 美崙店 | 花蓮縣花蓮市化道路11號      |
| 花蓮縣 | 重慶店 | 花蓮市重慶路415號           |
| 花蓮縣 | 國聯店 | 花蓮市國聯五路150號         |
| 花蓮縣 | 富安店 | 花蓮市富安路15號            |
| 花蓮縣 | 自強店 | 吉安鄉自強路532號           |
| 花蓮縣 | 太昌店 | 吉安鄉吉安路一段46號        |
| 花蓮縣 | 慶豐店 | 吉安鄉中山路三段336號       |
| 花蓮縣 | 福興店 | 吉安鄉吉安路三段1號1樓      |
| 花蓮縣 | 吉興店 | 吉安鄉稻香村吉興路一段273號 |
| 花蓮縣 | 海岸店 | 吉安鄉海岸路335號           |
| 花蓮縣 | 仁里店 | 吉安鄉中正路一段19號        |
| 花蓮縣 | 志學店 | 壽豐鄉中正路210巷2號        |
| 花蓮縣 | 壽豐店 | 壽豐鄉壽山路19號            |
| 花蓮縣 | 豐田店 | 壽豐鄉中山路222號           |
| 花蓮縣 | 鳳林店 | 鳳林鎮中正路二段61號        |
| 花蓮縣 | 光復店 | 光復鄉中山路二段315號       |
| 花蓮縣 | 瑞穗店 | 瑞穗鄉中山路一段125號       |
| 花蓮縣 | 玉里店 | 玉里鎮光復路61號            |
| 花蓮縣 | 富里店 | 富里鄉中山路380號           |
| 台東縣 | 池上店 | 池上鄉新生路137號           |
| 台東縣 | 台東店 | 台東市中興路一段318號       |
| 台東縣 | 長濱店 | 長濱鄉長濱58號              |

## 外部連結
- 統冠超市 （页面存档备份，存于）